# یول‌گچن (آرهاوی)
یول‌گچن (به ترکی استانبولی: Yolgeçen) یک منطقهٔ مسکونی در ترکیه است که در آرهاوی واقع شده‌است. یول‌گچن ۳۳۹ نفر جمعیت دارد و ۲۰۰ متر بالاتر از سطح دریا واقع شده‌است.